# Calodema ribbei
Calodema ribbei es una especie de escarabajo del género Calodema, familia Buprestidae. Fue descrita científicamente por van de Poll en 1885.
Se distribuye por Papúa Nueva Guinea. Mide 43 milímetros de longitud.

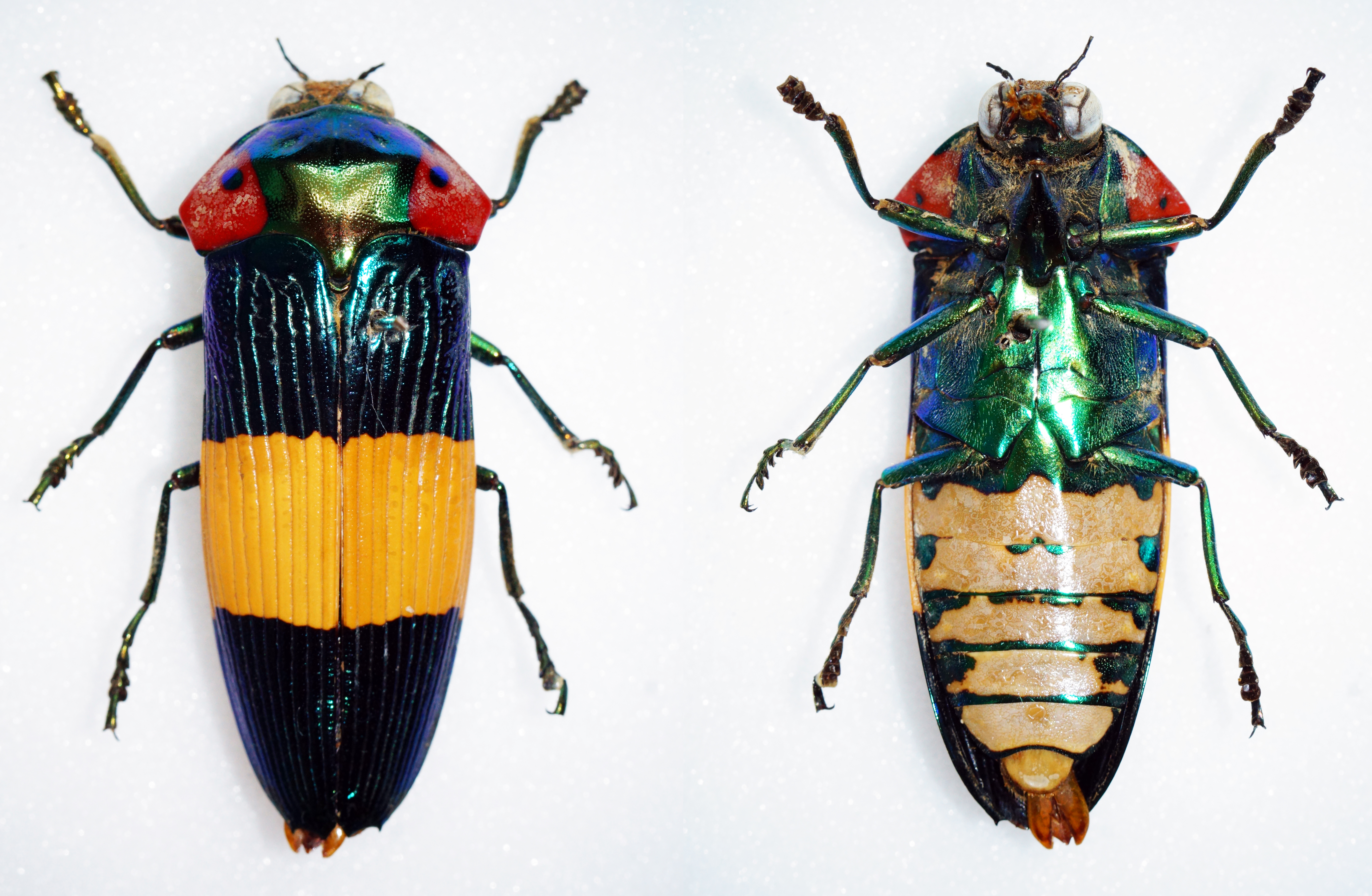
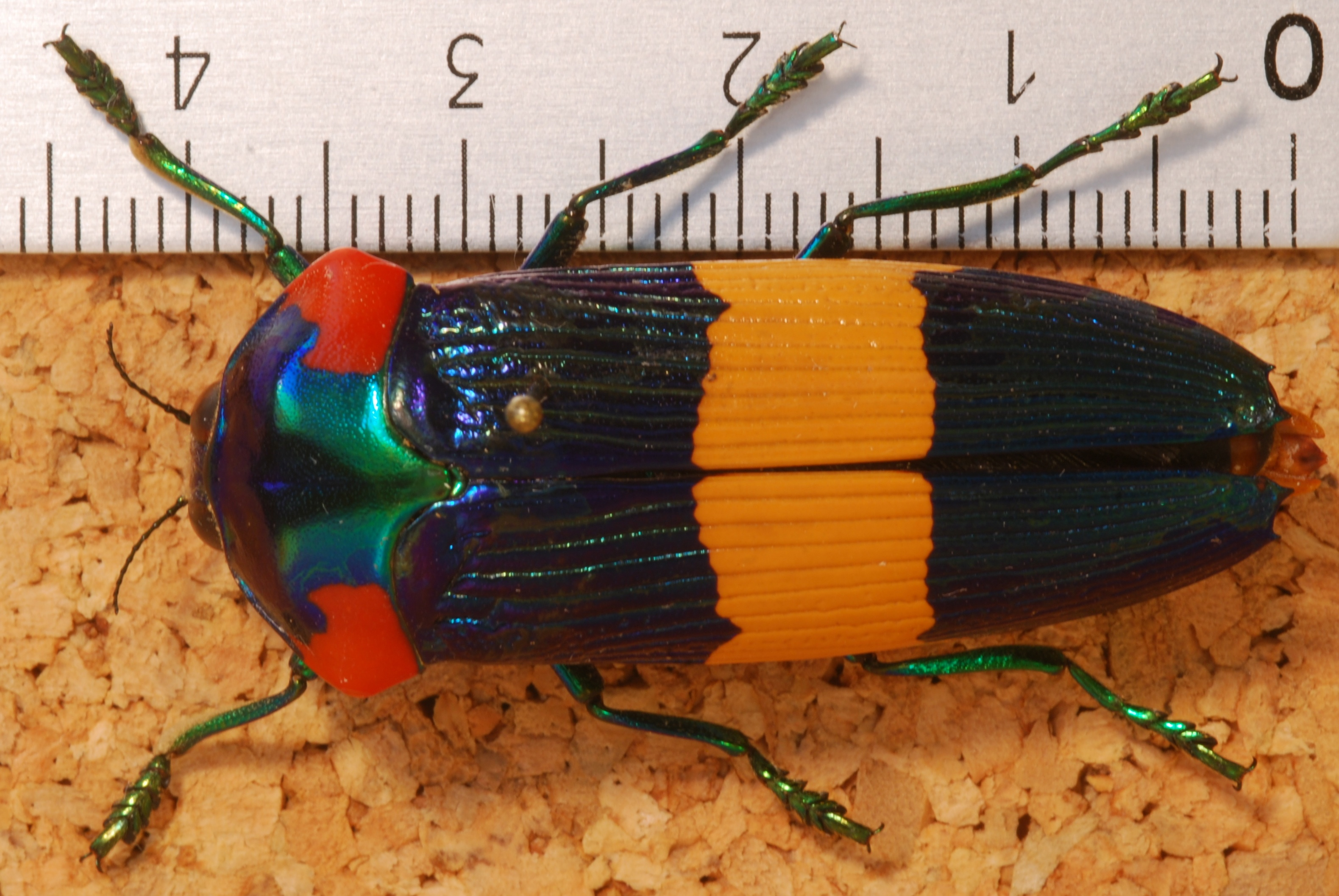
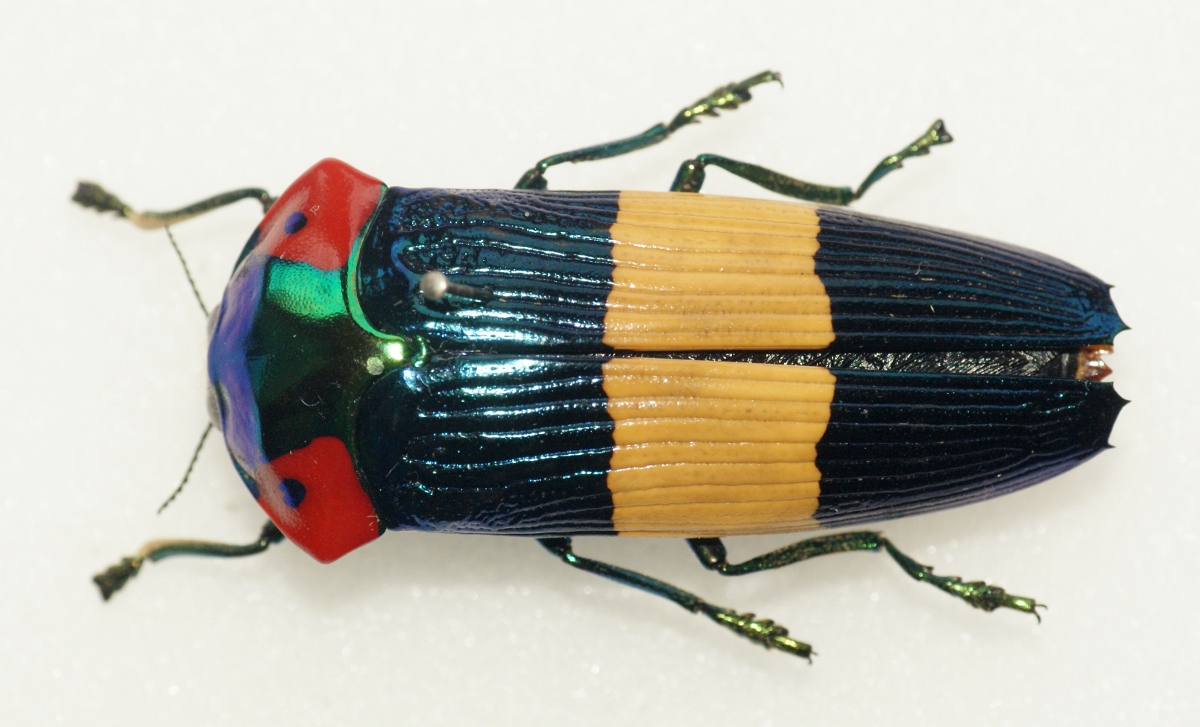
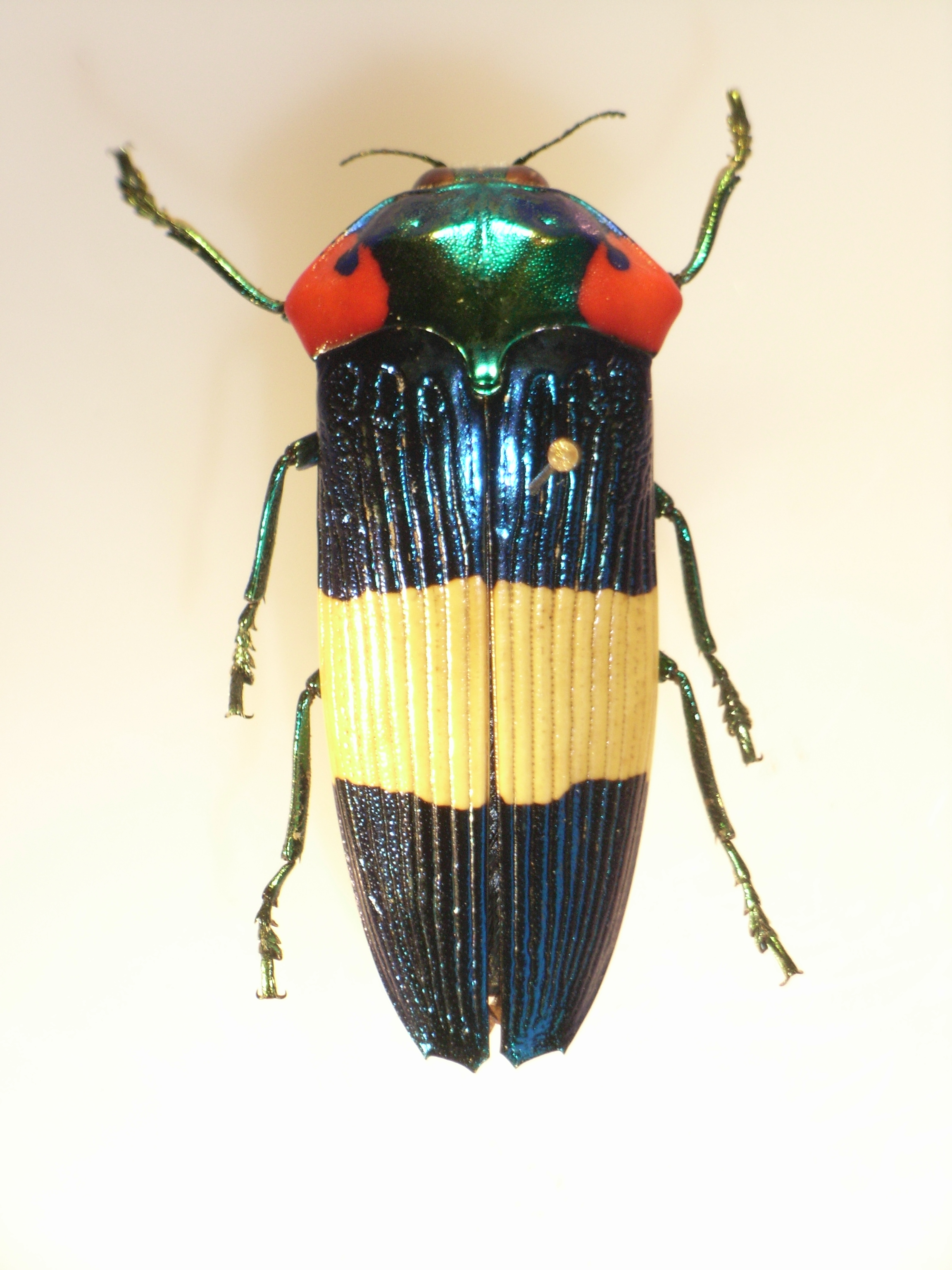